# 双点医院
《双点医院》是由雙點工作室所开发，世嘉于2018年8月30日发行的，以医院为背景的模拟经营游戏，支持Windows、MacOS及Linux平台。 在2020年2月25日亦發行了PlayStation 4﹑任天堂Switch和Xbox One的版本。
因为游戏的制作人马克·韦伯利、设计师加里·卡尔及程序师本·荷姆斯都是1997年发行的同类游戏《主题医院》的开发者，《双点医院》被视为《主题医院》的精神续作。 在遊戲中，玩家需要建造及管理在「雙點鎮」裏的多間醫院，治療眾多虛構而惹笑的疾病。

## 玩法
故事发生在虚构的“双点县”，玩家饰演了“双点基金会”（默认名，可自行修改）旗下多间医院的经营者。在实际游戏中，玩家需要对各医院的科室规划、人才培养、技术研发、营销策略等方面进行部署。 遊戲中的主要任務除了醫治各種瘋狂疾病之外，亦包括興建不同的房間和設施以滿足病人和員工的生理需要﹑擴建醫院及招聘員工等。每間醫院都有不同的佈置和目標。如果一個病人失救而死，他／她會化作鬼魂嚇倒員工和病人，騷擾醫生運作，需要有捉鬼技能的雜工去處理。

## 開發
《雙點醫院》被廣泛認為是牛蛙工作室於1997年開發的《主題醫院》的精神續集，而開發團隊包括《主題醫院》的製作人马克·韦伯利和设计师加里·卡尔。《主題醫院》承接着牛蛙之前開發的遊戲《主題樂園》，而牛蛙曾有過持續開發其他經營模擬遊戲的計劃。不過在《主題醫院》發行後，韋伯利離開牛蛙並成為獅頭工作室的共同創辦人，而卡爾亦離開了，此計劃因而胎死腹中。
在韋伯利和卡爾離開了牛蛙工作室後，他們仍有持續討論《主題醫院》的後續，然後於2016年成立了双点工作室。

## 发行
2018年1月16日，《双点医院》制作组发布一段YouTube短片，以诙谐的形式讲述了一位“光头症”（头部变成了发光大灯泡）患者的故事。
2018年2月17日，制作组通过《PC Gamer》周刊首度公开游戏画面，展示了游戏操作界面和可调整视角，同时宣布将于同年8月正式发行。
2018年7月，游戏于Steam平台开始预售。商店页面显示游戏将自带繁简中文界面，正式发行日为2018年8月30日。

## 迴響
游戏获得媒体好评。GamesRadar称赞了游戏的平衡性、学习曲线和英式幽默，并称《双点医院》远不止是精神前作《主题医院》的高清重制版。

### 獎項
| 年份 | 獎項         | 類別         | 結果 | 來源   |
| ---- | ------------ | ------------ | ---- | ------ |
| 2018 | 遊戲評論家獎 | 最佳策略遊戲 | 提名 | [ 22 ] |
| 2018 | 金搖桿獎     | 年度電腦遊戲 | 提名 | [ 23 ] |
| 2019 |              |              |      |        |